# Vitis erythrophylla
Vitis erythrophylla är en vinväxtart som beskrevs av Wen Tsai Wang. Vitis erythrophylla ingår i släktet vinsläktet, och familjen vinväxter. Inga underarter finns listade i Catalogue of Life.